# BMW R45
De BMW R 45 is een motorfiets van het merk BMW.

## Voorgeschiedenis
Na het loslaten van de 500 cc modellen met de invoering van de /6 Serie in 1973 miste BMW modellen in de middenklasse die ook de jeugd konden bedienen. Bovendien was er in Duitsland de populaire 27 pk-verzekeringsklasse, die weliswaar bediend kon worden door bijvoorbeeld de R 60/7 terug te tunen, maar het model van deze machine was, zeker in vergelijking met de Japanse concurrenten, niet erg aansprekend voor jongere rijders. In het begin van de jaren zeventig was BMW al gaan samenwerken met Puch, waardoor al snel geruchten ontstonden over nieuwe, lichte BMW-modellen. Binnen het bedrijf werden discussies gevoerd over het type motor, omdat inmiddels vele andere concepten succesvol waren geweest. Doorslaggevend was waarschijnlijk dat men niet wilde afwijken van de cardanaandrijving, waardoor een langsgeplaatste motor de voorkeur kreeg. Een luchtgekoelde V-twin zou dan te veel op een Moto Guzzi kopie lijken, een vloeistofgekoelde V-twin leek weer veel op de Honda CX 500. Uiteindelijk werd besloten toch een luchtgekoelde boxermotor toe te passen, zoals ook bij alle andere modellen. Als motorfiets voor de jeugd moest de machine betaalbaar zijn, maar wel dezelfde degelijkheid uitstralen die men van het merk gewend was.

## R 45

### Motor
Toch werd een nieuwe motor ontworpen. Alle andere BMW's hadden op dat moment krukassen met een slag van 70,6 mm, maar de R 45 kreeg er een met een slag van 61,5 mm. De boring bedroeg 70 mm waardoor de cilinderinhoud op 473,4 cc kwam. Door de kleinere slag werd de machine 56mm smaller dan de grotere modellen. De R 45 kwam in 1978 op de markt, samen met het zustermodel R 65, dat dankzij een boring van 82 mm op 649,6 cc kwam.

### Ontwerp
De R 45 en R 65 werden ontworpen door Hans A. Muth. De machines zagen er moderner uit dan de /7 Serie, dankzij een meer hoekige styling, hoewel Muth slechts minimaal afweek van de bestaande lijnen. De eerste persfoto's toonden nog een R 45 met spaakwielen en twee schijfremmen in het voorwiel, maar de productieversie kreeg uiteraard de nieuwe gietwielen mee die ook in de zwaardere modellen gangbaar waren, en slechts één schijfrem. Verdere veranderingen ten opzichte van de bestaande modellen waren het op het stuur geplaatste remvloeistofreservoir van de voorrem (dit zat normaal onder de tank), en andere, modernere tellers op het stuur. De aandrijflijn (koppeling, versnellingsbak en cardanas) kwam van de zwaardere modellen.

### Uitvoeringen
In Duitsland bestonden twee versies van de R 45; de R 45 N, met 27 pk, en de R 45 S, met 35 pk. De "N" werd buiten Duitsland niet geleverd.

## Modificaties
In 1981 werden er enkele modificaties doorgevoerd. De cilinders kregen een Nikasil-cilinderwand en werden lichter, de contactpuntjes werden vervangen door een transistorontsteking, de bediening van de koppeling ging lichter, de oliepan werd groter, de smering van de krukas werd verbeterd en de chokehendel verhuisde naar het stuur. Het luchtfilter kreeg het nieuwe, plastic luchtfilterhuis dat ook op de zwaarder modellen toegepast zou worden.
De BMW-modellen waren uiteindelijk toch duurder en zwaarder uitgevallen dan de Japanse concurrentie, maar waren kwalitatief duidelijk beter. Ook de uitrusting was typisch voor BMW, met een uitstekende set boordgereedschap en een EHBO-setje. Een voordeel was echter dat aan de BMW's niet meer gesleuteld hoefde te worden. Eind jaren zeventig was het heel normaal dat bij een Japanse motorfiets alsnog halogeenlampen moesten worden gemonteerd, terwijl de Japanse Yokohama- en Bridgestone-banden (anno 2010 marktleider) absoluut niet veilig te noemen waren. Bougies kon men het beste vervangen door de (uitgerekend Japanse) NGK-exemplaren, die zelden tot de standaardmontage behoorden. Japans boordgereedschap was van abominabele kwaliteit. Deze onkosten hoefde men bij de BMW's niet te maken. Tegenover dit voordeel stond het hakkerige schakelmechanisme van de BMW’s. Het was een kwestie van wennen, maar de jonge, onervaren klanten waarop dit model gericht was, werden er soms wanhopig van, zeker als de machine hun lesmotor was. Het beperkte motorvermogen had grote moeite met de 205 kg zware machine plus berijder. De korte wielbasis en het lage zwaartepunt zorgden voor prima stuurgedrag, maar een echt "vlotte" rijstijl zat er met 35 pk niet in. Zoals gezegd, de 27 pk-verzekeringsklasse zorgde er echter voor dat in Duitsland een groot percentage van de concurrerende Japanse en Italiaanse modellen tot 27 pk was teruggebracht, waardoor dit nadeel wegviel. BMW bracht het model, net als andere merken, in een "normale" (35 pk) en een 27 pk-versie op de Duitse markt. In deze 27 pk-klasse was de Yamaha SR 500, een eencilinder die gebaseerd was op de populaire XT 500, de grootste concurrent van BMW. De Yamaha werd enorm populair in Duitsland. Beide machines hadden echter dezelfde kwaal: ze konden niet langdurig op hoge snelheid rijden. De Yamaha kreeg problemen met een snel slijtende nokkenas door te weinig smering van de cilinderkop en soms een vastlopende motor, de BMW moest te veel toeren maken, waardoor de kleppen gingen zweven en soms zelfs door de zuiger sloegen.

## Technische gegevens
| Periode         | 1978-1985                              | 1978-1985                              | 1978-1985                              |
| Produktieaantal | 28.158                                 | 28.158                                 | 28.158                                 |
| Categorie       | toermotor                              | toermotor                              | toermotor                              |
| Motortype       | kopklepmotor                           | kopklepmotor                           | kopklepmotor                           |
| Bouwwijze       | langsgeplaatste tweecilinderboxermotor | langsgeplaatste tweecilinderboxermotor | langsgeplaatste tweecilinderboxermotor |
| boring          | 70 mm                                  | 70 mm                                  | 70 mm                                  |
| slag            | 61,5 mm                                | 61,5 mm                                | 61,5 mm                                |
| Cilinderinhoud  | 473,4 cc                               | 473,4 cc                               | 473,4 cc                               |
| Max. Vermogen   | 26 kW/35 pk                            | 26 kW/35 pk                            | 26 kW/35 pk                            |
| Topsnelheid     | 160 km/h                               | 160 km/h                               | 160 km/h                               |
| Aandrijving     | cardanas                               | cardanas                               | cardanas                               |
| Rijwielgedeelte | dubbel wiegframe, buisframe            | dubbel wiegframe, buisframe            | dubbel wiegframe, buisframe            |
| Voorvork        | telescoopvork                          | telescoopvork                          | telescoopvork                          |
| Leeg gewicht    | ca. 205 kg                             | ca. 205 kg                             | ca. 205 kg                             |
| Voorganger      | geen                                   | geen                                   | geen                                   |
| Opvolger        | geen                                   | geen                                   | geen                                   |